# José Antonio Yáñez
José Antonio Yáñez fue un caudillo realista que participó de la Guerra de Independencia de Venezuela.

## Biografía
Era oriundo de la La Guancha, Canarias. Emigró a Venezuela en 1805 en donde se instaló como propietario de una tienda de mercería en Caracas. Tras la ocupación de Caracas por Domingo de Monteverde (1773-1832), la guerra lo obligó a enrolarse como soldado en Barinas. Demostró capacidad y valor como jefe de montoneras. Como caudillo, su poder se basaba en su prestigio personal, reconociendo solo de manera formal la autoridad del capitán general pero no la de militares de carrera como José Ceballos, siempre permisivo a que sus hombres saquearan y masacraran.
Había conseguido crear con quinientos hombres un batallón de infantería de milicias del país al que puso el nombre de Batallón Numancia, así como formar dos regimientos de caballería de a cuatro escuadrones de 125 hombres cada uno. De sus tropas solo 600 iban con fusiles, el resto con lanzas, todos a caballo. Sus fuerzas, al momento de la Campaña Admirable (1813), eran 1.500 hombres.
En la lucha contra la Segunda República de Venezuela destacaron los caudillos llaneros como él, Boves y Morales contra los intereses mantuanos que la revolución representaba. A partir de 1813 la guerra civil adquiere un carácter cada vez más sanguinario, destacando los feroces conflictos étnicos y sociales desatados. Los líderes realistas simplemente ofrecieron botín y venganza a sus hombres para que los siguieran a las batallas. Yáñez rápidamente se apoderó de Apure para luego ir sobre Barinas con 2.500 apureños y 500 barineses.
Los caudillos llaneros Boves y Yáñez nunca pensaron reunirse para asegurar el buen éxito de la campaña, como parecía natural, ya que cada uno actuaba con independencia en su propio teatro de guerra. El de Boves eran los Llanos de Calabozo y demás de la provincia de Caracas, y el de Yáñez San Fernando de Apure y la provincia de Barinas. Yáñez derrotó a los patriotas en las batallas de Guasdualito y Barinas. Derrotó y tomó prisionero a Antonio Nicolás Briceño (1782-1813), y lo condujo preso a Barinas para ser juzgado y luego fusilado el 15 de junio de 1813, bajo el gobierno del capitán de fragata Antonio Tiscar y Pedrosa. Bolívar derrotó a su vez a Yáñez y Ceballos en la batalla de Araure el 5 de diciembre de 1813. Se retiró con los dos mil llaneros que aun le quedaban.
En el año 1814, un día antes del triunfo de Boves en la Primera Batalla de La Puerta, y durante los combates del sitio de la ciudad de Ospino, Yáñez es muerto el 2 de febrero de 1814 por el disparo de un arma de fuego, lo que produjo el desaliento de sus tropas, que se retiraron a Guanare, recayendo su mando en Sebastián de la Calzada (1770-1824).